# Park Cho-rong
Park Cho-rong (박초롱?, 朴초롱?, Bak Cho-rongLR, Pak Ch'o-rongMR; 3 marzo 1991) è una cantante e attrice sudcoreana e leader del gruppo musicale Apink.

## Biografia
Park Cho-rong è nata il 3 marzo 1991. Ha una sorella maggiore e una minore. Figlia di un maestro di hapkido, si è addestrata in quest'arte marziale per otto anni, dalla prima elementare alla terza media, ed è titolare di una cintura nera di terzo grado. Nel periodo scolastico, ha frequentato l'asilo Byungsul, la scuola elementare e la scuola media Bukang, e la scuola superiore Choongbook.
Park fece un'audizione per la JYP Entertainment nel 2009, arrivando con successo alla fase finale, ma alla fine fu eliminata e in seguito entrò a far parte della Cube Entertainment come apprendista.

## Carriera

### 2011-presente: Apink
Nel febbraio 2011, Park Cho-rong fu annunciata come secondo membro e leader del gruppo musicale Apink, che debuttarono Il 19 aprile seguente con il loro primo EP Seven Springs of Apink. Prima del debutto, Park apparve alla fine del video musicale della versione giapponese del brano Shock dei Beast, e, insieme al resto dei membri delle Apink, prese parte alle riprese del reality show Apink News.

### 2011-presente: carriera da attrice
Park iniziò la sua carriera da attrice comparendo nella sit-com del 2010 Mongttang nae sarang interpretando un personaggio di nome Chorong. Fece poi un cameo in Eungdaphara 1997 nel ruolo della versione adolescente di Lee Il-hwa, la madre della protagonista Sung Shi-won (interpretata da Jung Eun-ji). Park ebbe il suo primo ruolo da protagonista nella commedia romantica Ahobsu sonyeon nei panni di Han Soo-ah, una famosa ma misteriosa ragazza delle scuole superiori. Nel 2017, recitò nella webserie di Naver TV Cast Romance teukbyeolbeop insieme a Kim Min-kyu e Hyuk dei VIXX.